# Ernst Frederik Louis Mollinger
Ernst Frederik Louis Mollinger (Maurik, 24 april 1822 – Maastricht, 17 mei 1878) was een in Suriname actief politicus.
Hij werd geboren als zoon van François Frederik Mollinger (1795-1838) en Dorothea Maria Pauline Hellenberg (1795-1854).
Hij was grondeigenaar en bij de eerste Surinaamse parlementsverkiezingen in 1866 werd hij verkozen tot lid van de Koloniale Staten. Bij de verkiezingen in 1872 werd hij herkozen. Omdat hij wilde terugkeren naar Nederland stapte hij in april 1874 op als Statenlid.
Hij vestigde zich in Maastricht waar hij in 1878 op 56-jarige leeftijd overleed.